# Megachile ventralis
Megachile ventralis är en biart som beskrevs av Smith 1860. Megachile ventralis ingår i släktet tapetserarbin, och familjen buksamlarbin. Inga underarter finns listade i Catalogue of Life.